# Хотел Москва
Хотел Москва, некадашња Палата Росија, је хотел и некадашња зграда осигуравајућег друштва Росија-Фонсиер у Београду. Налазила се некада на углу улица Краља Милана и Балканске; то је сада на углу Теразија и Балканске улице.
Зграду су пројектовали архитекта Јован Илкић и група архитеката из Санкт Петербурга. Рок за подношења пројеката градње био је 15/28. јануар 1905. године, а предвиђена цена градње није требала да прелази износ од 750.000 динара. Оцењивачки суд који је требао да надзире рад чинило је шест архитеката: два из Русије, два из Аустроугарске и два из Краљевине Србије. То су били српски архитекти, професори београдске Велике школе, Андра Стефановић и Никола Несторовић. Градња палате је отпочела у пролеће 1905. године, а свечано је отворена 14. јануара 1908. године. Била је највећа приватна зграда у Краљевини Србији, налазила се на стотинак метара од краљевског двора, на Теразијама. Грађевина је на својим зидовима имала натпис Палата Росија.

## Градња
Директор Српског бродарског друштва Светозар Вукадиновић, који је био власник гостионице Велика Србија на Теразијама, отпутовао је у Русију, у којој је раније био емигрант, да нађе осигуравајуће друштво које ће на његовом имању да изгради велелепно здање. Главни директор друштва Росија Роман Иванович Поицл је пристао на Вукадиновићеву идеју. Конкурс за зграду осигуравајућег друштва Росија био је расписан октобра 1904. године. Прву награду на конкурсу добио је загребачки архитекта Виктор Ковачић, док је Јован Илкић добио другу награду. Ипак, дирекција осигуравајућег друштва Росија одлучила се за Илкићев пројекат.
У згради на спрат, која је ту раније стајала, постојали су, са стране Теразија, бакалска радња са деликатесима, у средини је била мала дуванџиница а на углу до Балканске кафана "Велика Србија".
Локација је сматрана најлепшом у граду али и тешком за градњу: приликом копања темеља се наишло на "наслаге непропустљиве иловаче и на воду". За воду се мислило да потиче од "заостале жице неког старог водовода", касније је извирала у бетонском подруму и даље се сливала пропустима.
Градња палате је почела у марту 1905. године. У темеље су постављене 82 дрвене греде дуге по пет метара и дебеле по 30 центиметра, затим 30 вагона вареног гвожђа у шипкама дугим по девет метара, 10 вагона тврдог рипањског камена. Преко тога постављена је бетонска плоча дебела 2,2 метра. Зидањем циглама отпочело је тек у пролеће 1906. године. Радове је изводио грађевинар Карло Кнол са зидарима из Црне Траве. Надзорни инжењер био је архитекта Јован Илкић. Радовима за армирани бетон руководио је архитекта Матија Шнајдер. Површина спољашњих зидова од првог спрата до крова обложена је жућкастим плочицама а украшена орнаментима зелене боје. Керамичка облога је донета из Печуја, из фабрике Жолнаи у којој се и данас чувају калупи помоћу којих је изливена. Зграда је зидана у стилу сецесије.
Степениште је било израђено од рипањског и шведског гранита. Укупна вредност зграде износила је 2 милиона златних динара. Грађевина је у потпуности завршена 1907. године. За оно време био је то највећи хотел у Београду са 50 постеља и собама на сва три спрата.У априлу 1941. била је јако оштећена бомбардовањем.
Зграда хотела Москва достигла је висок степен стилске еманципације овог периода и приближила се поставкама модерне архитектуре. Зидна платна ослобођена су хоризонталних подеоних венаца, пластике око отвора, лизена и пиластера. Употреба мермера, керамичких плочица и фајанса за оплату фасаде означило је прихватање сецесијских поставки о употреби нових, племенитих и трајнијих материјала. Већим делом слободне површине фасада обложене су зеленим керамичким плочицама по чему зграда спада међу ретке у Београду са хроматском фасадом.
Преокрет у београдској сецесији обележила је зграда осигуравајућег друштва Росија, хотел Москва.

## Отварање
Свечано отварање је изведено из два дела. 14. јануара 1908. године уз дворски оркестар, краљ Петар I Карађорђевић је отворио палату Росију са гостионицом Москва. Свечано отварање и весеље обављена су и 17. јануара 1908. уз концерт Краљеве гарде. У палати Росија је био смештен хотел, кафана, ресторан, станови за ренту и канцеларије београдске филијале осигуравајућег друштва Росија, за чијег је директора постављен Светозар Вукадиновић. Изградња палате Росија била је велика руска привредна, али и политичка инвестиција у Краљевини Србији, што није било по вољи осталим великим силама.
Осигуравајуће друштво „Росија” продало је зграду Грађанској банци септембра 1921. за 11,5 милиона динара - куриозитет је да је на акт о продаји морало бити прилепљено 6.500 таксених маркица од по 100 динара, на 65 табака. Грађанска банка је била фузионисана са Југословенском трговачком у Уједињену банку, која је продала имање (банка је пала у новембру 1923).
Кафана "Москва" је у међуратном Београду била једна од највећих, била је затворена једно време 1939. ради преуређења.
Реновирање хотела је завршено 2013. године, после скоро четири године рада.

## Галерија
- Једна од сала за састанке у хотелу
- Спомен-плоча поводом 70 година олимпијског покрета у Србији
- Спомен-плоча поводом 90 година отварања првог шалтера Банке Поштанске штедиионице
- Хотел фасада
- Хотел фасада
- Хотел фасада
- Хотел фасада
- Хотел фасада